# Риашу-да-Крус
Риашу-да-Крус (порт. Riacho da Cruz)  —  муниципалитет в Бразилии, входит в штат Риу-Гранди-ду-Норти. Составная часть мезорегиона Запад штата Риу-Гранди-ду-Норти. Входит в экономико-статистический  микрорегион Пау-дус-Феррус. Население составляет 2748 человек на 2006 год. Занимает площадь 127,221 км². Плотность населения — 21,6 чел./км².

## Статистика
- Валовой внутренний продукт на 2003 год составляет 6 156 238,00 реалов (данные: Бразильский институт географии и статистики).
- Валовой внутренний продукт на душу населения на 2003 год составляет 2270,84 реалов (данные: Бразильский институт географии и статистики).
- Индекс развития человеческого потенциала на 2000 год составляет 0,624 (данные: Программа развития ООН).